# Сциндапсус
Сцинда́псус (лат. Scindapsus) — род растений семейства Ароидные (Araceae), лиана.
Родина — тропические леса Юго-Восточной Азии.

## Ботаническое описание
Высокорослые, многолетние, травянистые, вечнозелёные лазящие лианы.
Листья простые, овальные, без дырок, кожистые, очерёдные, тёмно-зелёные, в беловато-жёлтых точках.
Соцветие — початок. Цветки обоеполые.

## Практическое использование
Наиболее известный вид этого рода — Scindapsus pictus (Сциндапсус пятнистый). Это популярное комнатное растение (особенно сорт Scindapsus pictus 'Argyraeus'), листья которого имеют характерные серебристые пятна, располагающиеся на верхней стороне листа двумя эффектными широкими дугами около краёв листовой пластинки. Ещё один вид, выращиваемый как комнатная культура, — Scindapsus siamensis (Сциндапсус сиамский).
Сциндапсусы размножаются верхушечными черенками и отрезками побега. В комнатах используются как ампельные растения, но нередко горшки устанавливают на подоконник.

## Классификация
Род Сциндапсус относится к трибе Монстеровые (Monstereae) подсемейства Монстеровые (Monsteroideae) семейства Ароидные (Araceae).
Многие виды, которые ранее относили к роду сциндапсус, сейчас относят к роду Эпипремнум (Epipremnum) — в том числе Scindapsus aureus (Сциндапсус золотистый) = Epipremnum aureum (Эпипремнум золотистый), очень популярное комнатное растение.

### Некоторые виды
- Scindapsus hederaceus Schott
- Scindapsus marantifolius Miq.
- Scindapsus officinalis (Roxb.) Schott
- Scindapsus pictus Hassk.
- Scindapsus siamensis Engl.
- Scindapsus splendidus Alderw.